# Сафаров, Фарис Меджидович

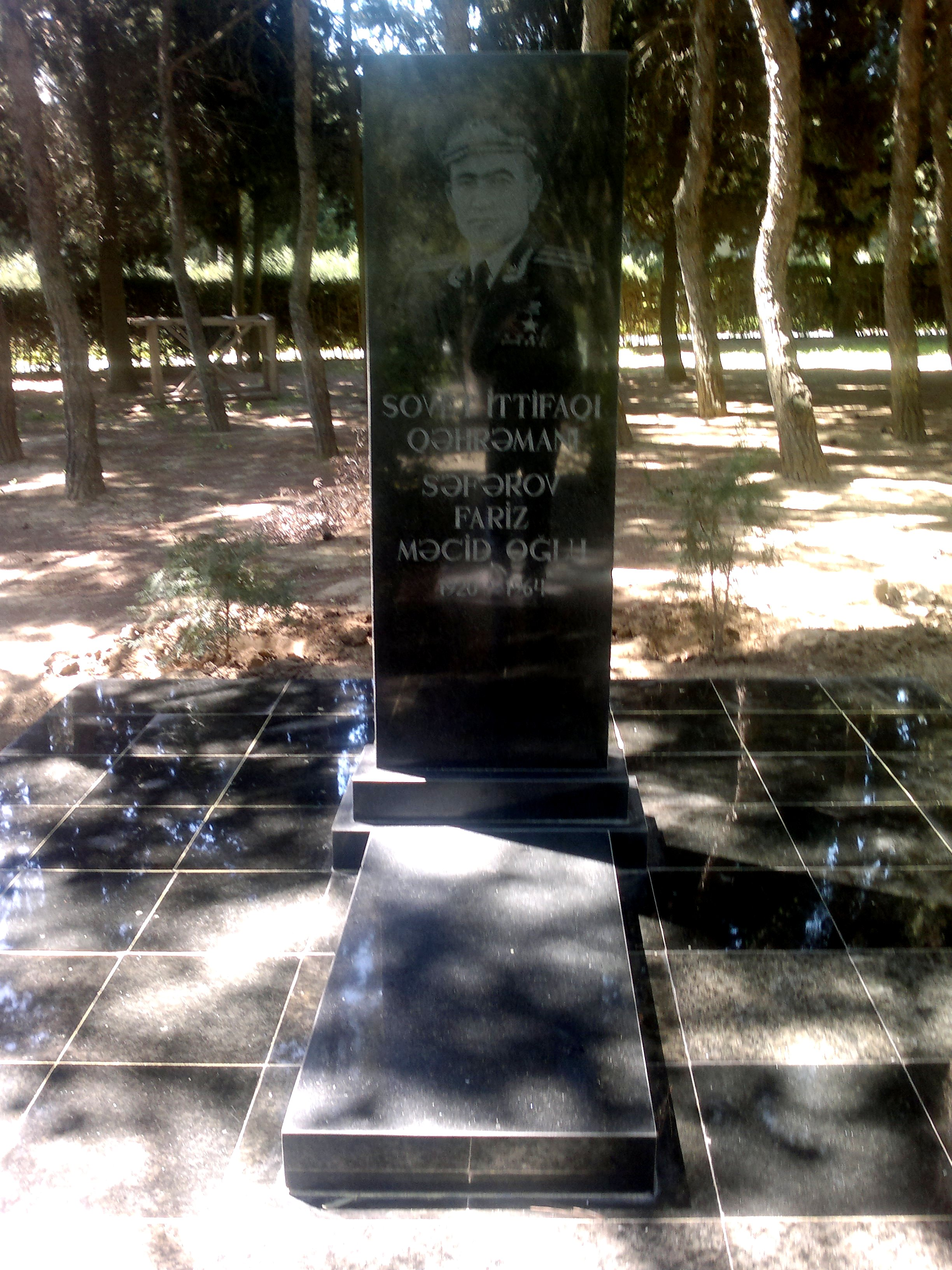
Могила Сафарова на Аллее почётного захоронения в Баку

Фари́с (Фари́з) Меджидович (Меджи́д оглы) Сафа́ров (20 июня 1920 — 27 августа 1964) — Герой Советского Союза, майор.

## Биография
Фарис Сафаров родился 20 июня 1920 года в посёлке Нехрахалил (ныне — в Агдашском районе Азербайджана) в семье крестьянина. Азербайджанец по национальности. Образование среднее. Окончил Бакинские курсы по подготовке учителей русского языка. Работал педагогом в школе. В Красной Армии с 1939 года.
В сентябре 1943 года шли ожесточённые бои за Запорожье. Соединения Красной Армии, тесня врага, подходили к Днепру. По приказу командования старший сержант Фарис Сафаров с группой бойцов, погрузив на лодки пулемёты и боеприпасы, под покровом темноты начали переправу на правый берег. Немцы заметили отряд, когда до берега оставалось 10-15 метров и было уже поздно. Огонь противника не мог причинить вреда бойцам Сафарова. Отряд начал окапываться на правом берегу. С рассветом возобновился обстрел позиции и атаки противника с целью выбить отряд с захваченного плацдарма.
Но огонь советских пулемётов всякий раз останавливал врага и заставлял с потерями откатываться назад. В критический момент боя, когда закончились патроны, Фарис покинул свой окоп и, бросившись вперёд, укрылся за бугром. С этой позиции он сумел застрелить участвовавшего в атаке немецкого пулемётчика и, завладев его пулемётом, использовал его против врага. Противник так и не сумел выбить десантников с захваченного плацдарма.
Указом Президиума Верховного Совета СССР 19 марта 1944 года старшему сержанту Сафарову Фарису Меджидовичу присвоено звание Героя Советского Союза.
В 1944 году окончил Краснодарское пулемётно-миномётное училище.
После войны продолжал службу в армии. С 1957 года майор Ф. М. Сафаров — в запасе. Жил и работал в Баку. Умер 27 августа 1964 года.

## Награды
- Медаль «Золотая Звезда»;
- орден Ленина;
- орден Красного Знамени;
- орден Красной Звезды;
- медали.